# Tony Khan
Tony Khan (ur. 10 października 1982 w Champaign–Urbana) – amerykański biznesmen specjalizujący się w branży sportowej. Jest związany z firmą TruMedia Networks i organizacją wrestlingu All Elite Wrestling, w której jest założycielem i współwłaścicielem, a także pełni również funkcje prezesa, dyrektora generalnego, generalnego menadżera i producenta wykonawczego promocji. Jego ojcem jest miliarder i przedsiębiorca Shahid Khan, który jest właścicielem klubu futbolu amerykańskiego Jacksonville Jaguars i klubu piłkarskiego Fulham F.C..

## Życiorys
Urodził się 10 października 1982 w Champaign–Urbana w stanie Illinois. Jego ojcem jest amerykański przedsiębiorca pakistańskiego pochodzenia Shahid Khan, a matką Ann Carlson Khan.
W 2001 ukończył liceum przy Uniwersytecie Illinois w Urbanie i Champaign, a w 2007 studia na tym uniwersytecie, na wydziale biznesowym. Uzyskał tytuł Bachelor of Science z finansów. Po ukończeniu studiów zasiadł w radzie doradczej uniwersytetu.
Od 2008 był członkiem zarządu i menedżerem generalnym firmy Bio-Alternative LLC. Zrezygnował ze stanowiska w czerwcu 2012.
W lipcu 2012 został współwłaścicielem oraz starszym wiceprezesem ds. technologii piłkarskich i analityki w klubie futbolu amerykańskiego Jacksonville Jaguars, będącym własnością jego ojca, Shahida Khana.
W 2015 kupił bostońską firmę TruMedia Networks, specjalizującą się w analityce sportowej i opracowywaniu rozwiązań dla lig, franczyz i partnerów medialnych. Pod jego kierownictwem firma pozyskała takich klientów jak ESPN, NFL, Zebra Technologies i ponad 60% klubów Major League Baseball.
23 lutego 2017 został współwłaścicielem, menedżerem generalnym, wiceprzewodniczącym i dyrektorem ds. operacji piłkarskich w klubie piłkarskim Fulham F.C., który również należy do jego ojca, Shahida Khana. Pod jego kierownictwem klub awansował do Premier League 2018/2019.
W 2018 zainwestował w nową firmę Activist, która zajmuje się wspomaganiem kariery artystów.
1 stycznia 2019 wraz z ojcem Shahidem Khanem oficjalnie ogłosił powstanie firmy All Elite Wrestling, będącej organizacją wrestlingu. Shahid Khan w swoim oświadczeniu z 8 stycznia zapowiedział, że będzie głównym inwestorem firmy, a Tony Khan został jej kierownikiem i właścicielem.